# Fontaine-lès-Hermans
Fontaine-lès-Hermans település Franciaországban, Pas-de-Calais megyében. Lakosainak száma 107 fő (2022. január 1.). Fontaine-lès-Hermans Westrehem, Fiefs, Nédonchel és Febvin-Palfart községekkel határos.

## Népesség
A település népességének változása:
| Lakosok száma | 120  | 116  | 115  | 108  | 108  | 108  | 111  | 109  | 107  |
|               | 2013 | 2015 | 2016 | 2017 | 2018 | 2019 | 2020 | 2021 | 2022 |